# Central Avenue
Central Avenue – stacja metra nowojorskiego, na trasie linii BMT Myrtle Avenue Line. Znajduje się u zbiegu alei Myrtle Avenue z ulicą Cedar Street w dzielnicy Bushwick w okręgu Brooklyn, w Nowym Jorku i jest obsługiwana przez pociągi linii M. Została otwarta 19 grudnia 1889.